# 韦罗妮克·克洛代尔
韦罗妮克·克洛代尔（法語：Véronique Claudel，1966年11月22日—），法国女子冬季两项运动员。她曾代表法国参加1992年和1994年冬季奥林匹克运动会冬季两项比赛，共获得一枚金牌和一枚铜牌。